# Puchenstuben
Puchenstuben  är en ort och kommun  i Österrike. Den ligger i distriktet Scheibbs i förbundslandet Niederösterreich, 90 km väster om huvudstaden Wien.
- Bergrotte (43)
- Brandeben (5)
- Brandgegend (2)
- Buchberg (17)
- Gösing an der Mariazeller Bahn (8)
- Laubenbach (10)
- Puchenstuben (169)
- Schaflahn (1)
- Sulzbichl (12)
- Waldgegend (1)